# Fred Düren

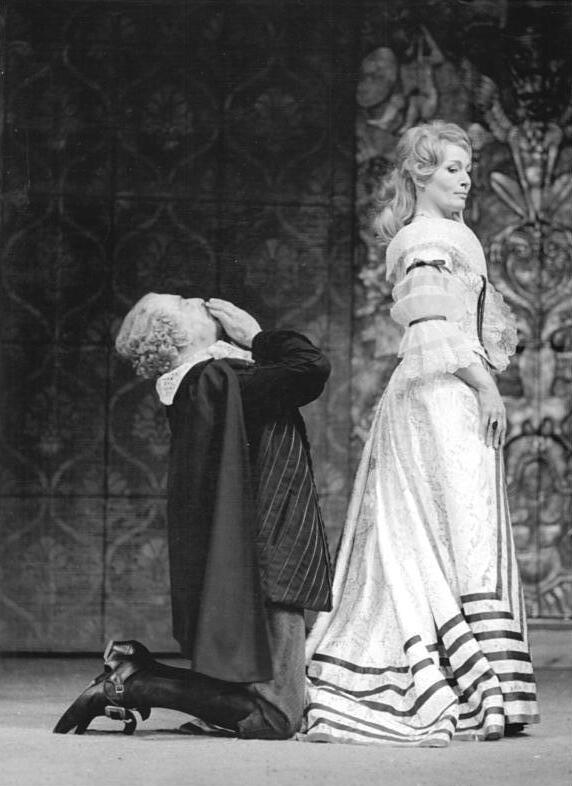
Der Tartüff an den Kammerspielen Ost-Berlin, 30. Dezember 1963, Regie: Benno Besson, Darsteller: Fred Düren (Tartüff), Inge Keller (Elmire)

Fred Düren (* 2. Dezember 1928 in Berlin; † 2. März 2015 in Jerusalem, Israel) war ein deutscher Theater- und Filmschauspieler.

## Leben
Düren war Sohn einer Berliner Arbeiterfamilie und erhielt nach dem Zweiten Weltkrieg die Möglichkeit, von 1945 bis 1947 die Schauspielschule des Deutschen Theaters zu besuchen, die unter sowjetischer Besatzungsverwaltung stand. Er absolvierte eine Ausbildung an der Schauspielschule „Der Kreis“ (Fritz-Kirchhoff-Schule). Es folgten Engagements in Potsdam sowie später in Ludwigslust, Wismar und Schwerin. Anfang der 1950er-Jahre kam er zum Berliner Ensemble von Bertolt Brecht in Ost-Berlin. Von 1958 bis 1988 wirkte er am Deutschen Theater Berlin.
Er spielte den „Mephisto“, „Don Juan“, „Bürger Schippel“, „König Lear“, „Shylock“ und hatte große Erfolge als Trygaios in Der Frieden von Aristophanes in der Bearbeitung von Peter Hacks sowie in Ödipus Tyrann.
Ab Mitte der 1950er-Jahre wirkte Düren auch als Schauspieler in Filmen mit. Viele Rollen hatte er in politischen DEFA-Streifen; so spielte er zum Beispiel den Kommunisten Pepp in Sie nannten ihn Amigo von 1959. Er spielte auch in Filmen wie Hauptmann Florian von der Mühle (1968) oder Goya (1971) mit. Celino Bleiweiß besetzte ihn neben Siegfried Kilian in einer der beiden Titelrollen in dem Märchenfilm Der kleine und der große Klaus. In der Arztserie Berühmte Ärzte der Charité spielte er 1981 in der Folge Der Mann aus Jena den Arzt Christoph Wilhelm Hufeland.
Düren arbeitete auch als Sprecher in Hörspielen und Synchronisationen. Er lieh unter anderem Jiří Vršťala seine Stimme, wenn dessen Akzent nicht zu der entsprechenden Rolle passte. Am 1. Mai 2008 wurde er zum Ehrenmitglied des Deutschen Theaters Berlin ernannt.
1988 konvertierte Düren zum jüdischen Glauben und wanderte nach Israel aus. Er verabschiedete sich vom Schauspielerberuf und lernte Hebräisch.
Fred Düren lebte seit 1988 und bis zu seinem Tod in Israel und besuchsweise in Berlin. Am 3. März 2015 wurde er auf dem Jüdischen Friedhof am Ölberg in Jerusalem begraben. Auf dem Dorotheenstädtischen Friedhof in Berlin befindet sich eine Ruhe- und Gedenkstätte für die Familie Düren.
Er war von 1949 bis 1954 mit der Schauspielerin Irmgard Düren verheiratet.

## Darstellung Dürens in der bildenden Kunst der DDR
- Otto Paetz: Porträt Fred Düren (um 1964, Bleistift-Zeichnung)[3]
- Ronald Paris: Porträt Fred Düren (1964, Bleistift-Zeichnung, 45 × 65 cm)[4]

## Filmographie
- 1955: Robert Mayer – Der Arzt aus Heilbronn
- 1957: Sheriff Teddy
- 1957: Spielbank-Affäre
- 1957: Herr Puntila und sein Knecht Matti (Studioaufzeichnung)
- 1957: Mutter Courage und ihre Kinder (Theateraufzeichnung)
- 1958: Das Lied der Matrosen
- 1958: Die Mutter (Theateraufzeichnung)
- 1958: Tilman Riemenschneider
- 1959: Sie nannten ihn Amigo
- 1960: Fünf Patronenhülsen
- 1960: Hatifa
- 1960: Was wäre, wenn …?
- 1961: Italienisches Capriccio
- 1961: Die letzte Nacht (TV)
- 1961: Der Traum des Hauptmann Loy
- 1961: Gewissen in Aufruhr (TV)
- 1962: Geboren unter schwarzen Himmeln (TV)
- 1962: Das grüne Ungeheuer (TV-Mehrteiler)
- 1962: Minna von Barnhelm oder Das Soldatenglück
- 1962/1990: Monolog für einen Taxifahrer (Fernsehfilm)
- 1964: Der fliegende Holländer
- 1964: Mir nach, Canaillen!
- 1964: Doppelt oder nichts (TV-Zweiteiler)
- 1966: Die Söhne der großen Bärin
- 1966/1971: Der verlorene Engel
- 1966/1972: Der kleine Prinz (TV)
- 1967: Die Räuber (Fernsehfilm)
- 1968: Schüsse unterm Galgen
- 1969: Der Engel im Visier (TV)
- 1970: Junge Frau von 1914 (Fernsehfilm)
- 1970: Netzwerk
- 1970: Jeder stirbt für sich allein (TV)
- 1971: Goya
- 1971: Anlauf (Fernsehfilm)
- 1972: Der kleine und der große Klaus (TV)
- 1973: Die Elixiere des Teufels
- 1974: Orpheus in der Unterwelt
- 1975: Polizeiruf 110: Der Mann (TV-Reihe)
- 1977: Polizeiruf 110: Kollision (TV-Reihe)
- 1978: Fleur Lafontaine
- 1980: Solo Sunny
- 1980: Levins Mühle
- 1980: Oben geblieben ist noch keiner (Fernsehfilm)
- 1980: Am grauen Strand, am grauen Meer (TV)
- 1981: Berühmte Ärzte der Charité: Der Mann aus Jena (TV)
- 1981: Suturp – Eine Liebesgeschichte (TV)
- 1982: Der Aufenthalt
- 1984: Der Schimmelreiter (TV)
- 1984: Die Grünstein-Variante
- 1985: Torquato Tasso (Theateraufzeichnung)
- 1987: Bebel und Bismarck (TV)
- 1987: Käthe Kollwitz – Bilder eines Lebens
- 1990/1991: Ende der Unschuld

## Theater
- 1955: Alexander Ostrowski: Ziehtochter (Negligentow) – Regie: Angelika Hurwicz (Berliner Ensemble)
- 1957: Bertolt Brecht: Leben des Galilei (Andrea) – Regie: Erich Engel (Berliner Ensemble)
- 1959: Carlo Goldoni: Das Kaffeehaus – Regie: Emil Stöhr (Deutsches Theater Berlin – Kammerspiele)
- 1959: Unbekannter Verfasser: Die Trickbetrügerin und andere merkwürdige Begebenheiten – Regie: Herwart Grosse (Deutsches Theater Berlin – Kammerspiele)
- 1960: Peter Karvaš: Mitternachtsmesse (Schwiegersohn) – Regie: Ernst Kahler (Deutsches Theater Berlin – Kammerspiele)
- 1961: Anton Tschechow: Der Kirschgarten (Jepichodow) – Regie: Wolfgang Heinz (Deutsches Theater Berlin)
- 1961: Pavel Kohout: Die dritte Schwester – Regie: Karl Paryla (Deutsches Theater Berlin – Kammerspiele)
- 1962: Gerhart Hauptmann: Der Biberpelz (Mitteldorf) – Regie: Ernst Kahler (Deutsches Theater Berlin – Kammerspiele)
- 1962: Peter Hacks (nach Aristophanes): Der Frieden (Trygaios) – Regie: Benno Besson (Deutsches Theater Berlin)
- 1963: Carl Zuckmayer: Der Hauptmann von Köpenick – Regie: Hannes Fischer (Volksbühne Berlin)
- 1964: Molière: Tartuffe (Tartuffe) – Regie: Benno Besson (Deutsches Theater Berlin – Kammerspiele)
- 1964: Peter Hacks (nach Offenbach/Meilhac/Halévy): Die schöne Helena (Paris) – Regie: Benno Besson (Deutsches Theater – Kammerspiele)
- 1965: Vercors: Zoo oder der menschenfreundliche Mörder – Regie: Bojan Danowski (Deutsches Theater Berlin – Kammerspiele)
- 1967: Maxim Gorki: Feinde (Lewschin) – Regie: Wolfgang Heinz (Deutsches Theater Berlin)
- 1968: Johann Wolfgang von Goethe: Faust. Der Tragödie erster Teil (Faust) – Regie: Wolfgang Heinz/Adolf Dresen (Deutsches Theater Berlin)
- 1969: Günther Rücker: Der Nachbar des Herrn Pansa (Bauernführer) – Regie: Friedo Solter (Deutsches Theater Berlin)
- 1970: Hans Magnus Enzensberger: Das Verhör von Habana (Prophet) – Regie: Manfred Wekwerth (Deutsches Theater Berlin)
- 1970: Helmut Baierl: Der lange Weg zu Lenin (Volkskommissar Tschitscherin) – Regie: Adolf Dresen (Deutsches Theater Berlin – Kammerspiele)
- 1970: Isaak Babel: Maria (Fürst) – Regie: Adolf Dresen (Deutsches Theater Berlin – Kammerspiele)
- 1972: Friedrich Schiller: Kabale und Liebe (Stadtmusicus) – Regie: Klaus Erforth/Alexander Stillmark (Deutsches Theater Berlin – Kammerspiele)
- 1975: Johann Wolfgang von Goethe: Torquato Tasso (Alfons II.) – Regie: Friedo Solter (Deutsches Theater Berlin)
- 1976: Wassili Schukschin: Der Standpunkt (Stellvertretender Zaubermann) – Regie: Wolfgang Heinz (Deutsches Theater Berlin)
- 1978: Heinz Kahlau/Reiner Bredemeyer: Die Galoschenoper (Lockit) – Regie: Friedo Solter (Deutsches Theater Berlin)
- 1980: Anton Tschechow Die Möwe (Dorn) – Regie: Wolfgang Heinz (Deutsches Theater Berlin)
- 1984: Friedrich Schiller – Wallenstein (Terzky) – Regie: Friedo Solter Deutsches Theater Berlin – Fernsehaufzeichnung 1987
- 1986: Johann Wolfgang von Goethe: Egmont (Schneider Jetter) – Regie: Friedo Solter (Deutsches Theater Berlin)

## Hörspiele
- 1954: Martin Hayneccius: Hans Pfriem – Kühnheit zahlt sich aus (Paulus) – Regie: Käthe Rülicke-Weiler (Rundfunk der DDR)
- 1956: Nâzım Hikmet: Legende von der Liebe (Eschreff) – Regie: Otto Dierichs (Rundfunk der DDR)
- 1956: Jan Rheinsperger: Die letzte Nacht (Kaplan) – Regie: Theodor Popp (Hörspiel – Rundfunk der DDR)
- 1957: Horst Girra: Die gläserne Spinne – Regie: Werner Wieland (Rundfunk der DDR)
- 1958: Günther Rücker: Bericht Nummer 1 – Regie: Günther Rücker (Rundfunk der DDR)
- 1959: Anna und Friedrich Schlotterbeck: Stürmische Tage (Leviné) – Regie: Helmut Hellstorff (Rundfunk der DDR)
- 1959: Rolf H. Czayka: Der Wolf von Benedetto (Ernesto Alberici) – Regie: Wolfgang Brunecker (Hörspiel – Rundfunk der DDR)
- 1960: Rolf Schneider: Der dritte Kreuzzug oder Die wundersame Geschichte des Ritters Kunifried von Raupenbiel und seine Aventiuren (Kunifried von Raupenbiel) – Regie: Wolfgang Brunecker (Rundfunk der DDR)
- 1960: Axel Kielland: Einer sagt nein (Captain Franz Warren) – Regie: Wolfgang Brunecker (Hörspiel – Rundfunk der DDR)
- 1961: Anna und Friedrich Schlotterbeck: Modellfall Brettheim – Regie: Detlev Witte (Hörspieldokumentation – Rundfunk der DDR)
- 1961: Klaus Glowalla: Mordprozeß Consolini – Regie: Fritz-Ernst Fechner (Hörspiel – Rundfunk der DDR)
- 1961: Anton Tschechow: Das schwedische Zündholz – Regie: Peter Brang (Rundfunk der DDR)
- 1961: Rolf Schneider: Prozeß Richard Waverly (Waverly) – Regie: Otto Dierichs (Hörspiel – Rundfunk der DDR)
- 1963: Alexander Ostrowski: Der Wald (Gennadi) – Regie: Hans Knötzsch (Hörspiel – Rundfunk der DDR)
- 1963: Gerhard Jäckel: Die Wahnmörderin (Verteidiger) – Regie: Wolfgang Brunecker (Hörspiel – Rundfunk der DDR)
- 1963: Klaus Beuchler: Sprung über den Schatten – Regie: Fritz-Ernst Fechner (Rundfunk der DDR)
- 1963: Alfred Döblin: Berlin Alexanderplatz – Regie: Hans Knötzsch (Hörspiel – Rundfunk der DDR)
- 1963: Joachim Kupsch: Die galanten Abenteuer Münchhausens (Erzähler) – Regie: Dietrich Liebscher (Hörspiel – Litera)
- 1964: Rolf Schneider: Ankunft in Weilstedt – Regie: Uwe Haacke (Rundfunk der DDR)
- 1964: William Shakespeare: Macbeth (Macbeth) – Regie: Fritz Göhler (Hörspiel – Rundfunk der DDR)
- 1964: Walter Alberlein: Künstlerpech (Scharrer, Schauspieler) – Regie: Werner Wieland (Hörspiel – Rundfunk der DDR)
- 1966: Manfred Streubel: Nico im Eis – Regie: Joachim Staritz (Kinderhörspiel – Rundfunk der DDR)
- 1967: Lew Tolstoi: Krieg und Frieden (als Andrej Bolkonski) – Regie: Werner Grunow (Hörspiel – Rundfunk der DDR)
- 1967: Maxim Gorki: Wassa Schelesnowa – Regie: Fritz-Ernst Fechner (Hörspiel – Rundfunk der DDR)
- 1967: Michel Cournot: Die Kinder des Gerichts (Richter) – Regie: Fritz Göhler (Hörspiel – Rundfunk der DDR)
- 1968: Michail Schatrow: Bolschewiki – Regie: Wolf-Dieter Panse (Rundfunk der DDR)
- 1969: Peter Hacks nach Aristophanes: Der Frieden (Trygaios) – Regie: Wolf-Dieter Panse (Hörspiel – Rundfunk der DDR)
- 1970: Wolfgang Kohlhaase: Ein Trompeter kommt (Paul) – Regie: Fritz-Ernst Fechner (Rundfunk der DDR)
- 1970: William Shakespeare: Othello (Brabantio) – Regie: Gert Andreae (Hörspiel – Rundfunk der DDR)
- 1970: Hans Christian Andersen: Die Nachtigall (Kaiser) / Das häßliche junge Entlein (Schwan) – Regie: Dieter Scharfenberg (Kinderhörspiel – Litera)
- 1970: Wilhelm Hauff: Die Geschichte vom kleinen Muck (Der König) / Die Geschichte vom Kalif Storch (Der Großwesir) – Regie: Joachim Herz (Kinderhörspiel – Litera)
- 1970: Wilhelm Hauff: Der Zwerg Nase (Der Herzog) / Das Märchen vom falschen Prinzen (Der Sultan) – Regie: Joachim Herz (Kinderhörspiel – Litera)
- 1971: Günter Kunert: Mit der Zeit ein Feuer (Dürer) – Regie: Wolfgang Schonendorf (Hörspiel – Rundfunk der DDR)
- 1972: Uwe Kant: Die Nacht mit Mehlhose – Regie: Wolfgang Beck/Theodor Popp (Rundfunk der DDR)
- 1973: Johann Wolfgang von Goethe: Geschichte des Götz von Berlichingen mit der eisernen Hand (Götz) – Regie: Werner Grunow (Hörspiel – Rundfunk der DDR)
- 1974: Volksbuch: Die Schildbürger (Schultheiß, Bürger in Schilda) – Regie: Andreas Scheinert (Kinderhörspiel – Litera)

## Schriften
- Karl-Heinz Müller (Hrsg.), Fred Düren: Ich muß ja den Weg gehen, den ich gehen kann. Schauspieler in Berlin – Jahre in Jerusalem. Das Neue Berlin, Berlin 2007, ISBN 978-3-360-01293-7.